# 99861 Tscharnuter
99861 Tscharnuter è un asteroide della fascia principale. Scoperto nel 2002, presenta un'orbita caratterizzata da un semiasse maggiore pari a 2,8614956 UA e da un'eccentricità di 0,0527054, inclinata di 3,25197° rispetto all'eclittica.
L'asteroide è dedicato all'astronomo tedesco Werner M. Tscharnuter.